# Ничего святого
«Ничего святого» — американская комедия 1937 года. Фильм находится в общественном достоянии в США.

## Сюжет
Уолли Кук, репортер «жёлтой» газеты «Morning Star» отправляется в захолустный городок, чтобы взять интервью у Хэйзел Флегг. Девушка знаменита тем, что скоро умрёт от отравления радием. Уолли находит Хэйзел в плачевном состоянии — доктор только что сообщил ей, что она не умрет. Но Уолли машет на это недоразумение рукой и увозит «умирающую» в Нью-Йорк, дабы сделать знаменитостью, на которую у всех будет лишь одна реакция — слёзы.

## В ролях
- Кэрол Ломбард — Хэйзел Флегг
- Фредрик Марч — Уолли Кук
- Чарльз Уиннингер — доктор Энох Даунер
- Уолтер Коннолли — Оливер Стоун
- Зиг Руман — доктор Эмиль Эггельхоффер
- Фрэнк Фэй — церемониймейстер
- Трой Браун — Эрнест Уокер
- Макси Розенблум — Макс Левински
- Маргарет Хэмилтон — Уорсоу
- Хэтти Макдэниел — миссис Уокер
- Олин Хауленд — Уилл Булл
- Рэймонд Скотт — дирижёр
- Ширли Чэмберс — Леди Годива
- Джон Куолен — пожарный

В титрах не указаны
- Айлин Прингл — миссис Буллок
- Билли Барти — мальчик, кусающий лодыжку Уолли Кука
- Мэри Макларен — гостья на банкете